# Harry Koopmans
Henricus Gerardus Maria (Harry) Koopmans (Breda, 27 januari 1906 - 's-Hertogenbosch, 9 augustus 1944) was een Nederlands rooms-katholieke priester, een verzetsman en Jodenhelper.

## Biografie
Harry Koopmans werd in juni 1930 samen met de latere bisschop Bekkers tot priester gewijd in de Sint-Janskathedraal van 's-Hertogenbosch. Hij diende vervolgens twee jaar als priester in Schijndel en drie jaar in Zeeland voordat hij in augustus 1938 in de Sint-Antoniusparochie van Den Bosch neerstrijkt. Koopmans stond bekend als een muzikaal talentvolle en met overredingskracht sprekende priester.
Nadat de 23-jarige collaborateur Piet van Bussel (De Kin) op 8 augustus 1944 op straat in Den Bosch werd neergeschoten voerde de Duitse bezetter de volgende dag in de stad een aantal represailles uit. De Sicherheitsdienst klopte op 9 augustus ook aan bij de pastorie van Koopmans kerk. In zijn werkkamer ondervroegen zij hem en doorzochten ze zijn papieren. Toen kapelaan Koopmans trachtte te vluchten werd hij op het plein bij hem voor de deur dodelijk in de rug getroffen door de nazi's en stierf hij aldaar ter plekke. De nazi Eugen Rafflenbeul werd verantwoordelijk gehouden voor de dood van Koopmans. De kapelaan was betrokken bij hulp aan onderduikers onder wie Joden. Het stoffelijk overschot van Koopmans werd op 11 augustus overgebracht naar het nabije Kamp Vught en is daar waarschijnlijk gecremeerd.

## Nagedachtenis
Het plein waar Koopmans werd doodgeschoten, het Duhamelplein, werd na de oorlog omgedoopt tot het Kapelaan Koopmansplein ter nagedachtenis aan de gevallen priester. In 1956 werd een standbeeld onthuld op de plek waar Koopmans overleed. Het betreft een madonna op een sokkel, gemaakt door Peter Roovers. Het gebouw links op de foto is de voormalige pastorie, het woonhuis van waaruit Koopmans een vluchtpoging ondernam. De naastgelegen Sint-Antoniuskerk is in 1983 gesloopt. In 2019 werd herdacht, dat hij 75 jaar geleden werd vermoord. In een van straalkapellen van de Sint-Janskathedraal, de gedachteniskapel is ter ere van hem een bronzen plaquette geplaatst  

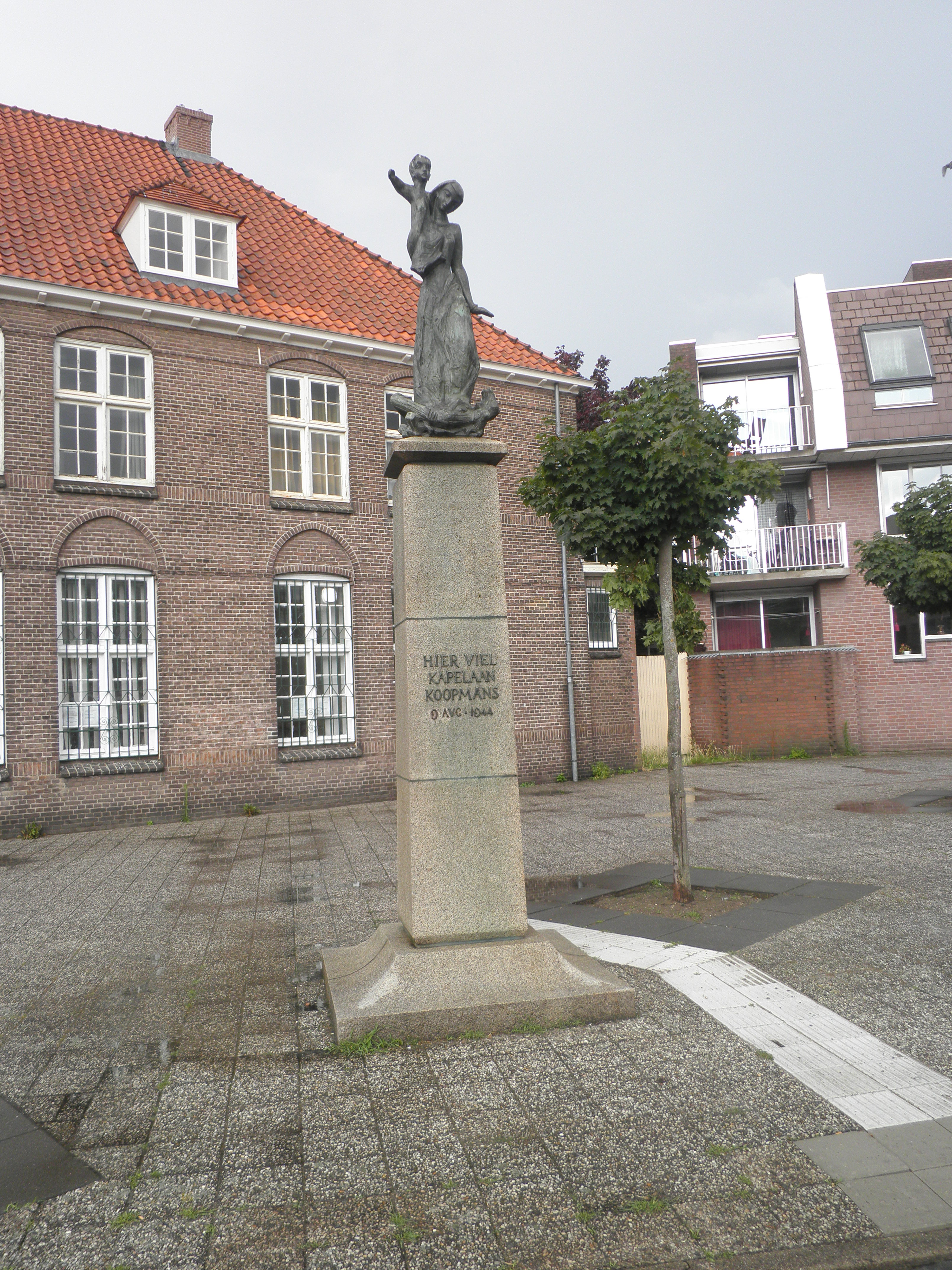
Het standbeeld ter nagedachtenis aan kapelaan Koopmans op het gelijknamige plein